# Tiananmen-Akte

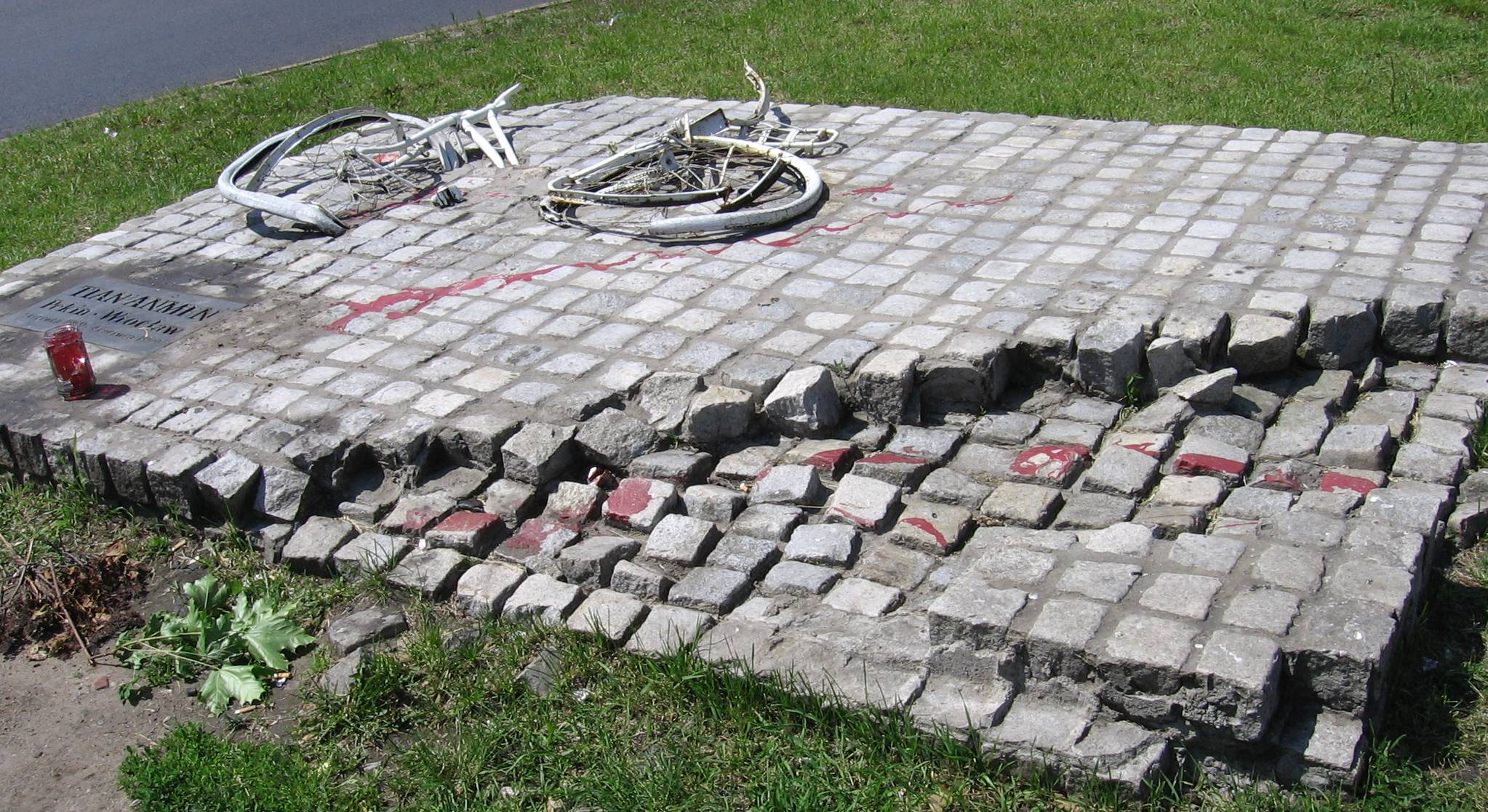
Tiananmen-Massaker-Denkmal in Breslau

Die Tiananmen-Akte ist eine Sammlung von  geheimen Dokumenten, die anlässlich des Massakers am Platz des Himmlischen Friedens von der chinesischen Regierung verfasst worden sein sollen. Durch einen sich Zhang Liang nennenden Informanten sind sie an die Sinologen Perry Link und Andrew J. Nathan gelangt, die sie 2001 veröffentlichten. Die Verlässlichkeit der Dokumente ist umstritten.

## Inhalte
Das Buch von Link und Nathan enthält Sitzungsprotokolle, interne Memoranden, Gesprächsnotizen und Geheimdienstberichte; jeweils von den Herausgebern kommentiert und mit Hintergrundinformationen begleitet. Zhang Liang lieferte den Herausgebern etwa 600 Dokumente als Ausdrucke von  digitalen Textdokumenten, von denen diese etwa ein Drittel ins Englische übersetzten und – meist gekürzt – in ihr Buch aufnahmen. Die Texte decken den Zeitraum vom Tod Hu Yaobangs, dem Auslöser des Konflikts, bis zur an die Volksbefreiungsarmee gerichtete Gratulation Deng Xiaopings anlässlich der erfolgreichen Niederschlagung des Aufstandes. Die Auseinandersetzung der Parteispitze um die Art des Vorgehens ist so zu verfolgen.
Die Dokumente enthalten wenige Überraschungen und zeigen die beteiligten Personen so wie man sie schon vorher kannte: Zhao Ziyang als progressiv, Li Peng als Hardliner, Deng Xiaoping als unentschlossen. So kamen Zweifel an der Echtheit der Dokumente auf. Auch der elaborierte Sprachstil erschien verdächtig, was von den Herausgebern aber als Folge der Nachbearbeitung durch chinesische Archivare gewertet wurde. Auch Fehler wurden entdeckt: So bezeichnet Deng Xiaoping in einem Gespräch mit Yang Shankun von Ende Mai Xu Qinxian unzutreffenderweise als den Sohn Xu Haidongs. Für Timothy Brook enthalten die Dokumente einige dubiose Zahlen und Lücken sowie Passagen, die die Ereignisse so schildern, wie sie sich aus Sicht der Protestierenden, nicht der der berichtenden Soldaten dargestellt haben.
Im Vorwort betonen die Herausgeber die Stimmigkeit, Fülle und menschliche Glaubwürdigkeit, die so gut wie unmöglich zu fälschen sei. Im Nachwort wird von einem Vertrauensverhältnis zwischen Herausgeber und Zhang Liang gesprochen, das sie von der Echtheit der Dokumente überzeugt habe. Zhu Bangzao, Sprecher des chinesischen Außenministeriums, nannte die Dokumente dagegen falsch und manipulierend. Alfred L. Chan sieht die Tiananmen-Akte als eine Zusammenstellung von echten (aber nur teilweise neuen) Dokumenten und durch Ausschmückungen und Vermischungen von Zhang Liang konstruierten Texten.